# レジナルド・ジョンストン

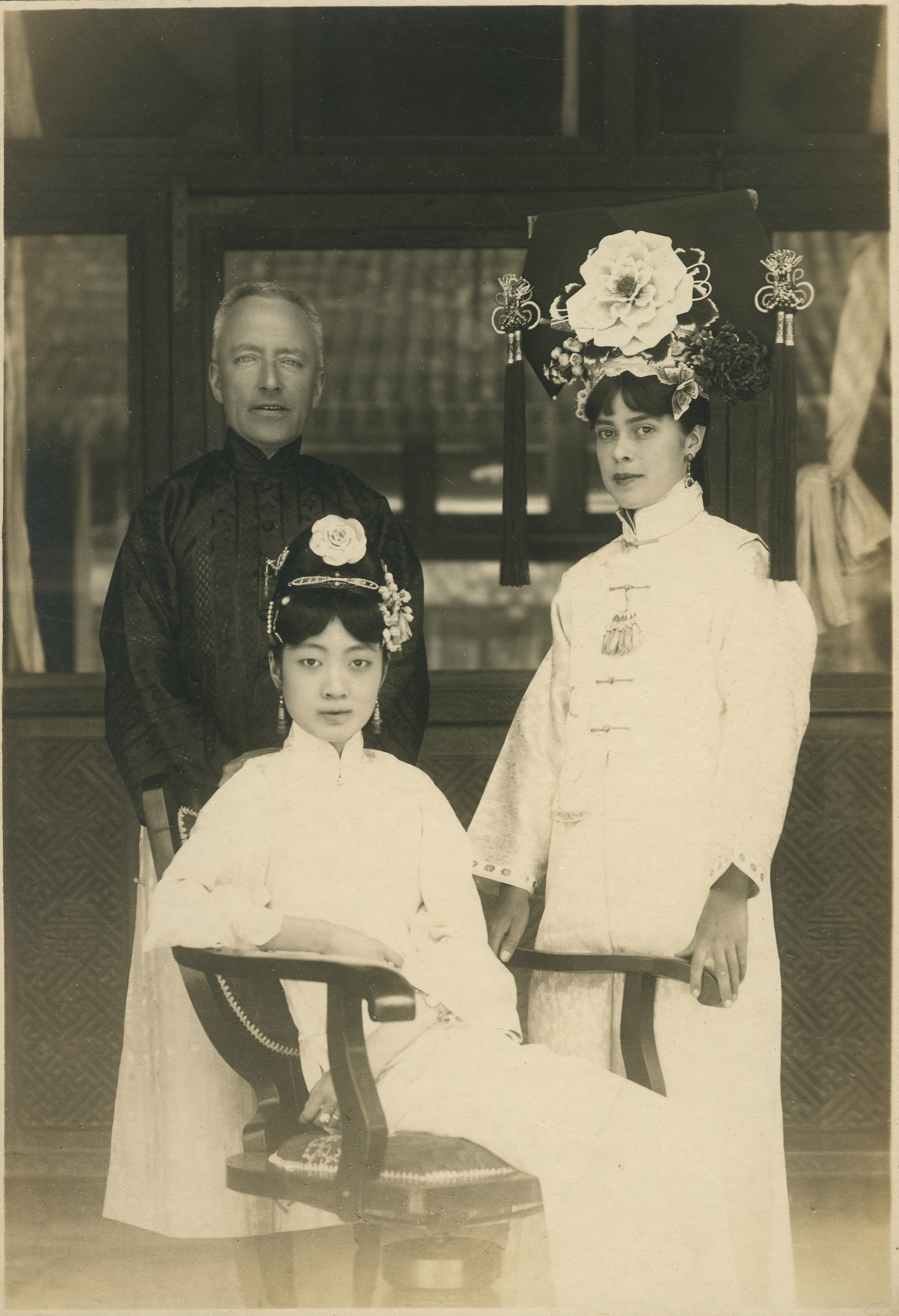
ジョンストン（左）と婉容（前）、イザベル・イングラム（右）

サー・レジナルド・フレミング・ジョンストン（Sir Reginald Fleming Johnston, KCMG, CBE, 1874年5月21日 - 1938年12月10日）は、イギリスの中国学者で、清朝最後の皇帝である愛新覚羅溥儀の家庭教師をつとめ、イギリス租借地の威海衛の行政長官となった。中国の公式名は莊士敦。

## プロフィール

### 生い立ち
スコットランドのエディンバラで法律家の息子として生まれ、その後地元の名門大学であるエディンバラ大学に入学、その後オックスフォード大学モードリン・カレッジを卒業した。

### 植民地省
1898年にイギリス植民地省に入り、アジアにおけるイギリスの主要な植民地の一つである香港に配属された。1900年より香港総督の秘書官を務め、1904年にイギリスの租借領である威海衛に地方官として赴任した。

### 帝師

#### 溥儀との出会い

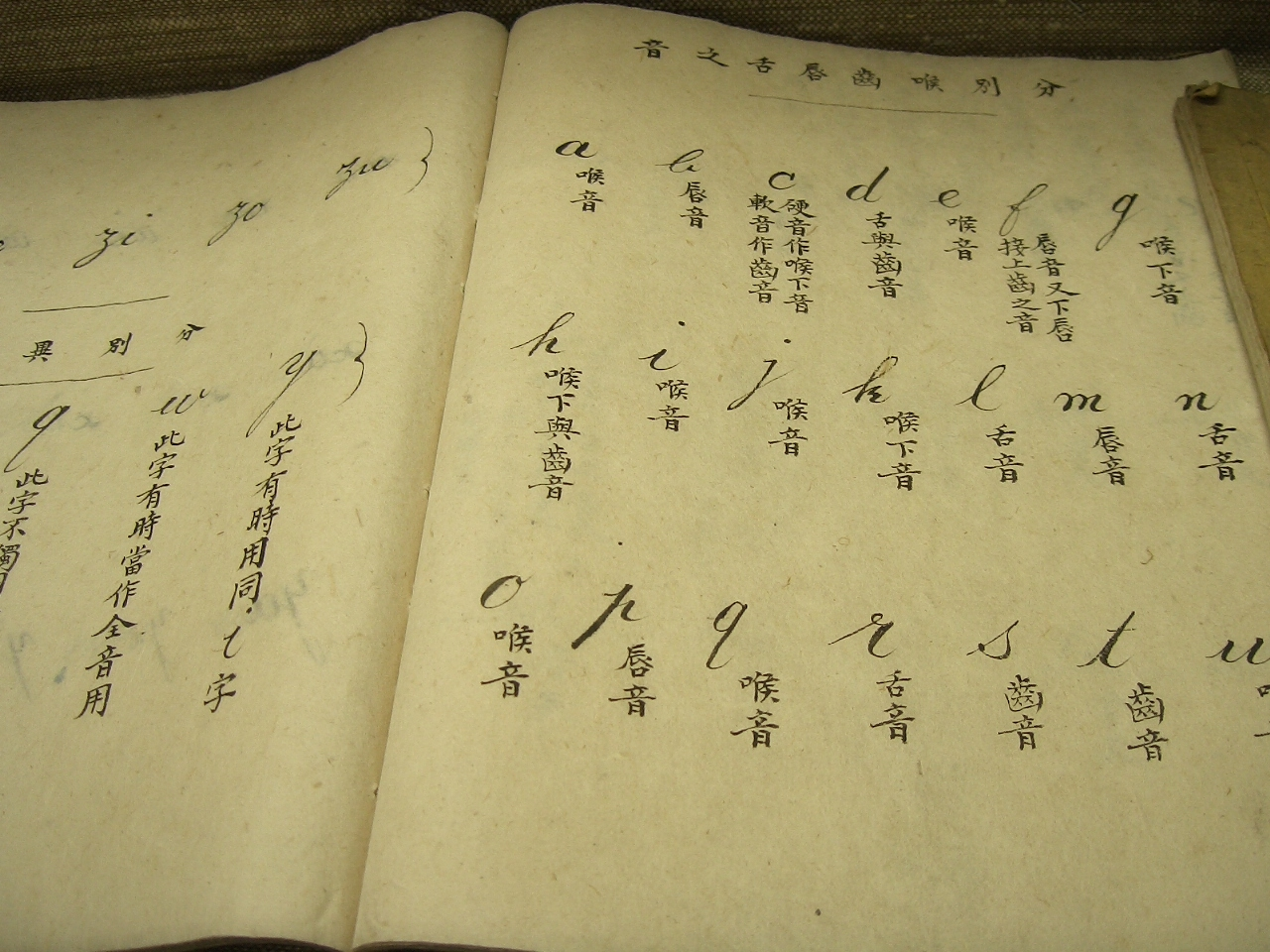
溥儀が使用していた英語の教科書

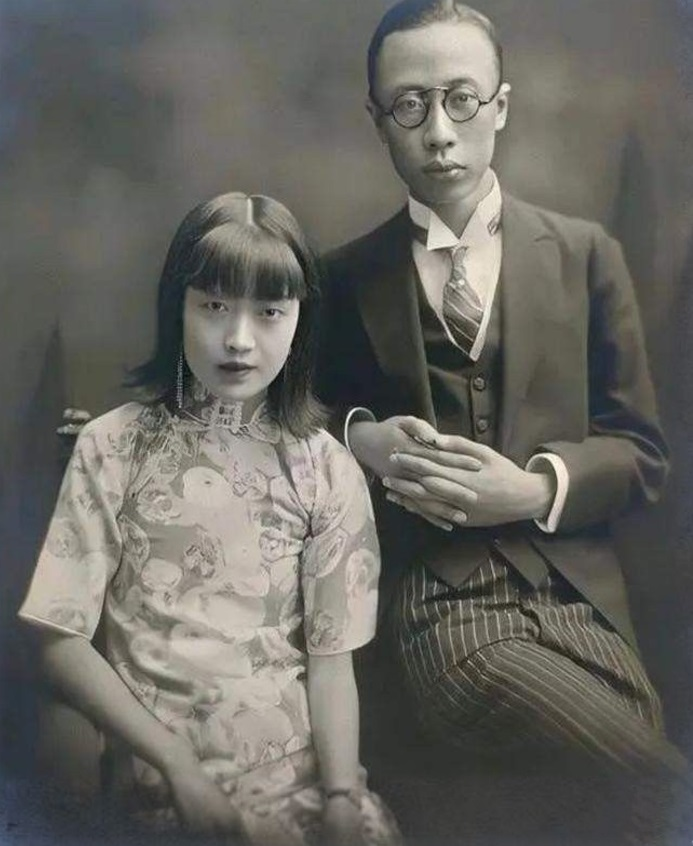
天津時代の溥儀と婉容

その後、辛亥革命後も紫禁城に住んでいた清朝皇帝の愛新覚羅溥儀（在位1908年-1912年）の後見役的立場になっていた醇親王載灃と、西太后の側近であった李鴻章の息子で、清国の欽差全権大臣を務め、駐イギリス特命全権大使でもあった李経方の勧めによって、1919年に溥儀の帝師（家庭教師）に選ばれ、ヨーロッパ人としては初めて紫禁城の内廷に入った。
溥儀は当初、見ず知らずの外国人であるジョンストンを受け入れることを拒否していたものの、ジョンストンとの初対面時にその語学力と博学ぶりに感心し、一転して受け入れることを決断した。その後は家庭教師として溥儀に大きな影響を与え、その信頼を得た。

#### 「近代化」への影響
その後溥儀はジョンストンより日々教育をうける中で、洋服や自転車、電話や雑誌などのヨーロッパの最新の輸入品を与えられ、「洋服には似合わない」との理由で辮髪を切るなど、紫禁城内で生活をしながらも、ジョンストンがもたらしたヨーロッパ（イギリス）風の近代的な生活様式と思想の影響を受けることとなる。
その後溥儀はジョンストンや、清国の大阪総領事や総理衙門章京、湖南布政使等を歴任した後に総理内務府大臣（教育掛）となった鄭孝胥の薦めを受けて、紫禁城内の経費削減と近代化を推し進めるとともに、宦官の汚職や紫禁城内の美術品の横領を一掃するために、中華民国政府の力を借りて約1,200名いた宦官のほとんどを一斉解雇し、女官を追放するなどの紫禁城内の近代化を図り議論を呼んだりした。
この様な溥儀の「近代化」に対して影響力があると見られたため、宦官らの一部から嫌われることもあった他、宦官や中華民国政府内の一部から御用マスコミを通じて攻撃を受けることもあった。

#### 紫禁城追放

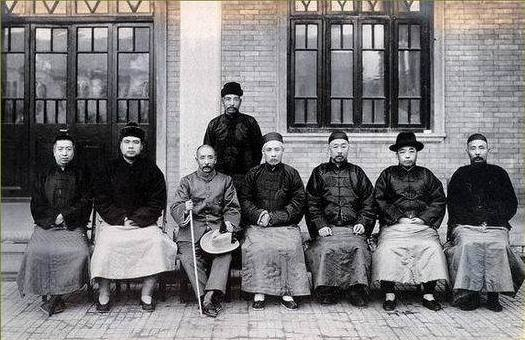
馮玉祥（左から2番目）

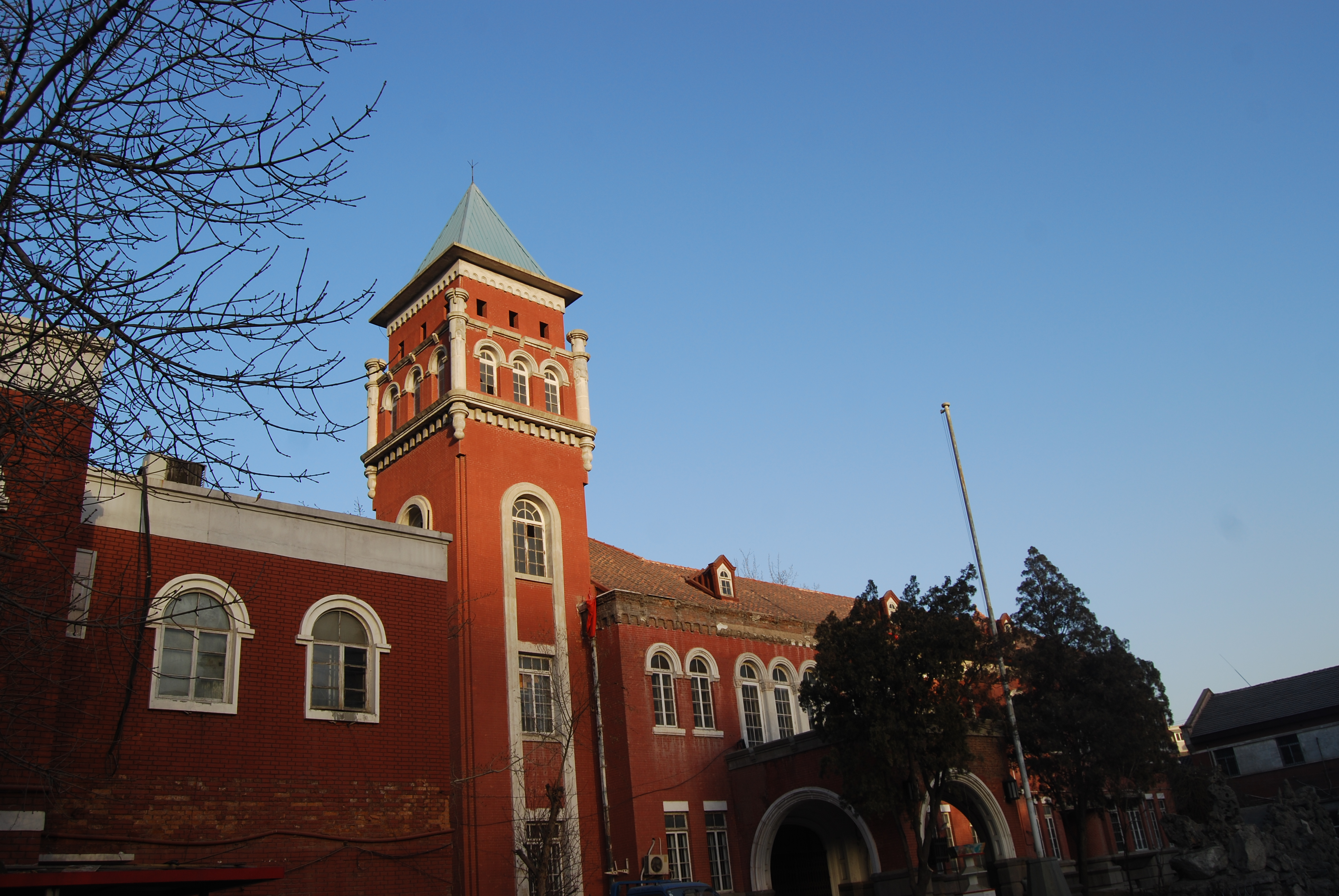
張園

しかしその後中国の武力統一を図る軍閥同士の戦闘はますます活発化し、1924年10月には馮玉祥と孫岳が起こした第二次奉直戦争に伴うクーデター（北京政変）が発生し、直隷派の曹錕が監禁され馮玉祥と孫岳が北京を支配することとなった。
さらに馮玉祥と孫岳は政変後に、帝号を廃し清室優待条件の一方的な清算を通達し、紫禁城に軍隊を送り溥儀とジョンストンらを紫禁城から強制的に退去させた。

#### 奔走

在北京日本公使館

当初溥儀は醇親王の王宮である北府へ一時的に身を寄せ、その後ジョンストンが総理内務府大臣の鄭孝胥と陳宝琛の意向を受けて上海租界や天津租界内のイギリス公館やオランダ公館に庇護を申し出たものの、ジョンストンの母国であるイギリス公館からは内政干渉となることを恐れ受け入れを拒否された。
頼りにしていたイギリスとオランダから受け入れを拒否されたジョンストンは、かつて関東大震災の義捐金などを通じて溥儀と顔見知りであった日本の芳澤謙吉特命全権公使に受け入れを打診した。これに対して芳澤公使は最終的に受け入れを表明し、溥儀ら一行は11月29日に北京の日本公使館に入り、日本政府による庇護を受けることになった。翌1925年2月には鄭孝胥と日本の支那駐屯軍、駐天津日本国総領事館の仲介で、溥儀一行の身柄の受け入れを表明した日本政府の勧めにより天津市の日本租界の張園に移ることとなる。
なおこの事は、1905年の日露戦争の勝利によるロシア権益の移譲以降、満洲への本格進出の機会を狙っていた日本陸軍（関東軍）と溥儀がその後緊密な関係を持ち始めるきっかけとなるものの、この頃の日本政府及び日本陸軍の立場は、あくまで第一次世界大戦における同盟国であり、当時も強力な友好国であるイギリス国民であるジョンストンの申し出を受けて、イギリスとオランダが受け入れを拒否した溥儀を一時的に租界内に庇護するだけであり、溥儀との関係を積極的に利用する意思はなかった。
それどころか日本政府は、紫禁城から強制的に退去されたものの当時も中華民国および満洲に強い影響力を持っており、政治的に微妙な立場にいた溥儀を受け入れることが、中華民国に対する内政干渉になりかねないと困惑していた。

#### 帰国
溥儀の身元が安定したことを受けてジョンストンは帝師を辞任し、1925年末に天津港よりP&Oの汽船でイギリスに帰国した。なお、ジョンストンはイギリスに帰国する直前に天津に滞在していた溥儀を訪問し、ジョンストンの献身に深く感謝した溥儀は、この際にジョンストンに記念品を下賜している。帰国後にはロンドン大学の東洋学及び中国語教授に就任した。

### 弁務官

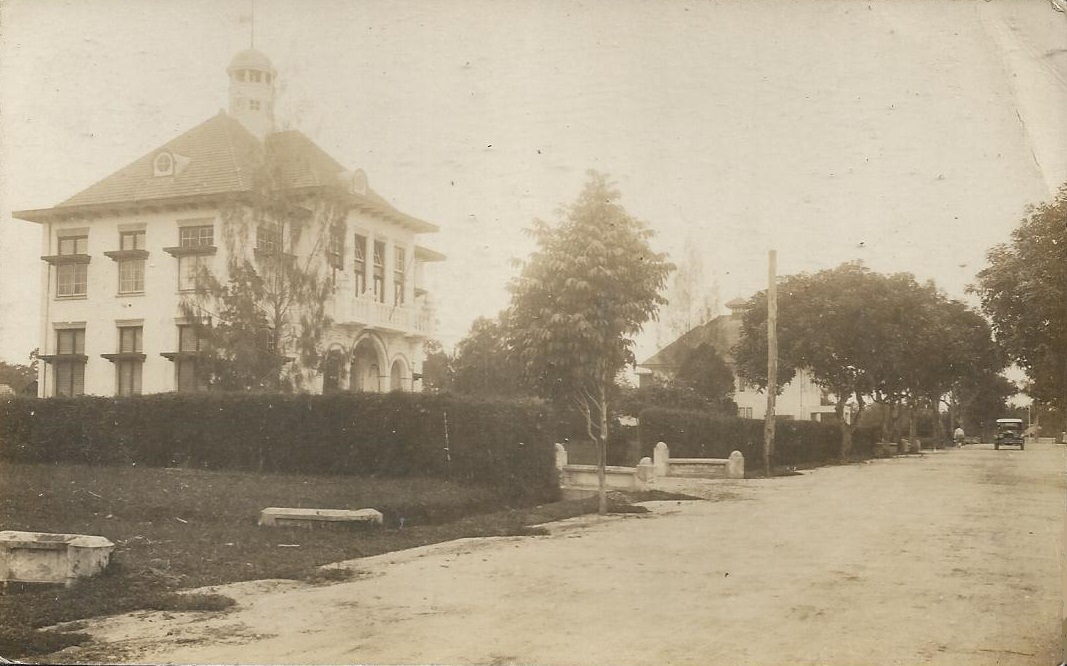
イギリス租借領時代の威海衛（1930年）

1927年には、イギリスが中華民国から租借していた山東半島北部の威海衛行政長官（弁務官）に就任した。威海衛は1898年に、当時海峡を隔てた旅順はロシア、山東半島南部の膠州湾（青島）はドイツが租借していたため、勢力均衡上イギリスが租借した土地で、「ポート・エドワード」と呼ばれていた。
1930年始めには、イギリス王よりサーの称号を授けられた。同年10月1日、威海衛が蔣介石の南京国民政府に返還されるまで長官を務め「威海衛を清朝のマンダリン（官人）のように統治した」といわれている。
なお、ジョンストンはイギリスに帰国する直前に天津に滞在していた溥儀を訪問し、久しぶりの再会に喜んだ溥儀はジョンストンに記念品を下賜している。

### 晩年
ジョンストンは、1931年に太平洋会議への出席のために再び中華民国を訪れた際に溥儀と再会する。その後1934年に公務を引退して故郷のスコットランドに帰り、小さな島（Eilean Righ）に膨大な中国古典の蔵書とともに住んだ。
同年には溥儀の家庭教師時代から溥儀の満州国「元首」（執政）までの動向を綴った「紫禁城の黄昏」（原題：『Twilight in the Forbidden City』）を著し、同著は溥儀に捧げた。翌1935年には満州国を訪れ「皇帝」となった溥儀と再会するなど、溥儀との交流は生涯を通じて続いた。その後1938年にエディンバラで死去。

## 著書
- 『紫禁城の黄昏　Twilight in the Forbidden City』 初刊版は1934年3月、ヴィクター・ゴランツ社
日本語訳も複数で出版。完訳版は中山理ほか訳（祥伝社、2005年）等。